# Латкин, Василий Николаевич (правовед)
Василий Николаевич Латкин (28 ноября (10 декабря) 1858—1927) — русский учёный-юрист, исследователь правовой науки, ординарный профессор Санкт-Петербургского университета.

## Биография
Родился в Красноярске Енисейской губернии, сын золотопромышленника Н. В. Латкина.
В 1878 году окончил гимназию Ф. Ф. Бычкова в Санкт-Петербурге. С 1878 по 1882 годы учился на юридическом факультете Санкт-Петербургского университета, по окончании которого был оставлен на кафедре государственного права для подготовки к профессорскому званию. В 1885 году защитил в магистерскую диссертацию: «Земские соборы Древней Руси», а через два года, в 1887 году, докторскую: «Законодательные комиссии в XVIII веке».
С 1886 года В. Н. Латкин — приват-доцент кафедры истории русского права Санкт-Петербургского университета, с 1889 года — экстраординарный профессор, а с 1891 года ординарный профессор этой кафедры.
В 1894—1899 годах он являлся редактором «Журнала Санкт-Петербургского юридического общества» (см. в статье Журнал гражданского и уголовного права); с 1906 по 1916 годы — газеты «Царскосельское дело».
В. Н. Латкин состоял в партии «Союз 17 октября», являлся членом её ЦК.
Сферу научных интересов В. Н. Латкина составляли вопросы истории права.
В. Н. Латкин на основе сравнительного метода впервые подробно исследовал историю земских соборов. Проведя сравнение народных собраний древнерусского государства и других государств, учёный сделал вывод о том, что указанные органы народного представительства дольше всего сохранились (до начала XVII века в Новгороде и Пскове) в России. Он указал на отсутствие преемственной связи между народным собранием Древней Руси и земским собором. По его мнению, земский собор был учреждением, «вызванным к жизни московскими государями», и при этом он не был «исключительно представительным учреждением», так как внутри сословий отсутствовали крепкие естественные (а не созданные искусственно) корпоративные связи, а сами эти учреждения «не обладали никакой определённой компетенцией, отношения же их к государям были построены исключительно на фактической почве». Таким образом, по мнению учёного, земские соборы, как «представительные учреждения», созданные по решению царя, в отличие от вышеуказанных органов древнерусского народного представительства, созданных по мере возникновения жизненной необходимости, не обладали никакой возможностью влиять на законотворчество государства, если их решения не были одобрены царём.
Свою докторскую диссертацию В. Н. Латкин посвятил исследованию истории законодательных комиссий в России с периода царствования Петра Первого до Екатерины Второй и, в частности, законодательной Комиссии 1767 года, деятельность которой он проанализировал в сравнении с предыдущими законодательными комиссиями.
Скончался в 1927 году.[уточнить]

## Основные труды
- Материалы для истории земских соборов XVII столетия (СПб. 1884 — была опубликована в качестве продолжения магистерского исследования)
- Законодательные комиссии в России в XVIII столетии (Историко-юридическое исследование СПб. 1887)
- Проект Уложения, составленный законодательной комиссией 1754—1766 годов (СПб. 1893)
- Лекции по внешней истории русского права (СПб. 1888; СПб. 1890)
- Лекции по истории русского права (СПб. 1892; СПб. 1912)
- Учебник истории русского права периода империи (XVIII—XIX вв.) (СПб. 1899; СПб. 1909)